# سليم تقلا (سياسي)
سليم تقلا (5 ديسمبر 1895 - 11 يناير 1945 )، سياسي لبناني. كان أحد أركان استقلال لبنان، حيث كان وزيراً للخارجية ووزيراً للأشغال العامة في الحكومة اللبنانية التي أقرت الاستقلال، وكان من ضمن الذين ألقت القوات الفرنسية القبض عليهم وحبستهم في قلعة راشيا في 11 تشرين الثاني / نوفمبر 1943.

## عن حياته
بدأ دراسته في مدرسة راهبات المحبة في الذوق، وفي عمر الثانية عشر انتقل إلى معهد عينطورة الداخلي، وبعد ذلك انتقل إلى جامعة القديس يوسف والتي درس الحقوق بها. وبعد إعلان قيام المملكة العربية السورية وإعلان الملك فيصل ملكاً عليها بلغ تنامي الشعور بالقومية العربية ذروته، وشهد عام 1920 اضطرابات ضخمة، وكان رد فعل دعاة لبنان الكبير المرتبط بفرنسا حاداً، فدانت الصحف المسيحية إعلان فيصل بشدة ونظمت تظاهرة في بعبدا تطالب باستقلال لبنان شارك فيها طلاب الكلية، وبدت الجامعة المنبع للشعور الوطني اللبناني المتمسك بفرنسا، وقد ألقى كلمات في حضور السلطات الفرنسية يحيي فيها أولاً الجنود الفرنسيين الذين حرروا السوريين من الأتراك. وبعد انتهائه من دراسة الحقوق بعام 1920 اختار العمل في منصب في محافظة إدارية حديثة في دولة جبل العلويين والتي أسسها الفرنسيين على الساحل السوري، وفي 9 كانون الثاني / يناير 1923 سميّ في منصب متصرّف سنجق البقاع، وكان قبلها قد عمل قاضي تحقيق في بيروت قبل أن يغادر إلى البقاع، وكان منصب المتصرّف شاغراً منذ أيلول / سبتمبر 1922، وكانت الحاجة ملحّة إلى حاكم إداري بسلطات واسعة لوضع حد لمناخ من عدم الاستقرار كان يسود في المناطق البعيدة عن زحلة عاصمة السنجق الذي كان يضم خمسة أقضية هي (زحلة وراشيا والبقاع  معلّقة وبعلبك ومديرية الهرمل)، وكان المحافظ عازماً على عدم تفويت الفرصة وعلى خدمة القضية بكل جهده وإثبات قدراته في هذا المجال. فمن أجل أن يضمن للشعب الأمن الذي يتوق إليه يتوجب على الحكم انتهاج سياسة صارمة وحازمة وحيوية، كما إنه يجب ضمان العدالة لكل فرد بمعزل عن مكانته وصفته، وكان يرى أن الفرنسي وحده قادر على لعب دور الحكم بين الطوائف المتنوعة، وتخفيف وإزالة الأحقاد المتوارثة من جيل إلى جيل والتي تباعد بين هذه الطوائف. في عام 1929 تولى رئاسة المجلس البلدي لبيروت وكان في عمر الثالثة والثلاثين، واستطاع الجمع بين مهماته كمحافظ وكرئيس مجلس لبلدية بيروت، فقام بفرض وجوده وكسب تقدير الجميع، وبقدر ما ازداد عدد أنصاره زاد عدد المنتقدين له، وقد قام منذ تسلمه منصبه بالاقتراح على المستشارين لتعيين لجنة يوكل إليها مهمة الإعداد لخطة إصلاحات وتنظيم عملية التدقيق في الحسابات وتنظيم مختلف المصالح البلدية، كما عمل لإعادة تنظيم دوائر القضاء والمحاسبة، فأنشأ عام 1932 صندوق الاحتياط البلدي الذي تقرر إنشاؤه منذ عام 1921، وأولى عناية خاصة لمسألة الإعلام والاتصالات. وتقرر أن تنشر دائرة الصحة تقريراً شهرياً في الصحف المحلية حول الوضع الصحي للمدينة. غير أن الإنجاز الكبير خلال سنواته الأولى في رئاسة البلدية كان إقراره بإنشاء جهاز إطفاء حديث. وبرز التحدي الأكبر له في ملف تحديث بيروت التي وصفت بأنها أشبه بركام معقد من الأزقة الضيقة غير المتناسقة البناء، إلا إنه في عام 1935 تعرض لحملة اتهامات ارتبطت بالانشقاق الحاصل داخل الطائفة السنية في بيروت حول الانتخابات السنوية لنواب رئيس المجلس البلدي، حيث كان الدكتور بوجي يسعى إلى منصب نائب الرئيس وتمكن بدعم من تقلا ورياض الصلح من الفوز به متفوقاً على د. عرداتي حليف عائلتي الداعوق وبيهم ومرشحهما، حيث كانت العائلتان المذكورتان تسيطران على المجلس البلدي منذ عام 1915، فأدى فوز بوجي إلى استقالة أربعة مستشارين من المجلس من بينهم أمين بيهم، وبرز الخلاف مجدداً بعد تسمية المستشارين الجدد فزاد العداء لتقلا واتهم بالتحريض على استقالة بيهم، ووزعت عرائض استنكار داخل الأوساط السنّية تطالب بفصل المحافظة عن رئاسة البلدية، قابلتها عرائض أخرى من أنصاره تؤكد على دعم الطائفة الإسلامية للمحافظ، بل قرر أنصاره القيام بتظاهرة دعم ضخمة له لمناسبة عيد المولد النبوي، وردّ أخصامه بالقول أنهم سيكونون بالمرصاد وكان لا مفر من اندلاع أولى الإشكالات، فحين وصل إلى المسجد هلل له قسم من الحضور، وصاح قسم آخر مطالباً باستقالته، وعند خروجه من المسجد عمد بعض اخصامه إلى قلب سيارته فاشتبك الطرفان، وكانت تلك المرة الأولى منذ الإعلان عن دولة لبنان الكبير في عام 1920 التي تبرز فيها الخلافات السنّية - السنّية إلى العلن، وكانت تلك أيضاً المرة الأولى التي يتم فيها التهليل من أمام مسجد بيروت الكبير لشخص يدافع بحماسة عن الفكرة اللبنانية فضلاً عن إنه مسيحي، وفي النهاية أعفته السلطات الفرنسية من مهامه كمحافظ لبيروت، ونقته كمحافظ للبنان الشمالي والذي تولى مهمتها من عام 1935 إلى عام 1937، وقد استقال من منصبه عندما أعلن رئيس الجمهورية حل مجلس النواب في 24 تموز / يوليو 1937 وذلك ليتهيأ للدخول إلى الحلبة السياسية معلناً عن ترشحه للنيابة عن مقعد في جبل لبنان، وقد استطاع حصد المقعد في دورتي عام 1937 وعام 1943، وقد ساهم في تأسيس الكتلة الدستورية مع بشارة الخوري وصبري حمادة ومجيد أرسلان وفريد الخازن وميشال زكور.
- تولى عدد من المناصب الوزارية منذ دخوله للمجلس النيابي بعام 1937 وحتى وفاته بعام 1945 وهي:
  - بعام 1937 وزيرًا للأشغال العامة بحكومة الرئيس خير الدين الأحدب بحكم الرئيس إميل إده أثناء الانتداب الفرنسي.
  - بعام 1938 وزيرًا للأشغال العامة مكلف بالشئون الخارجية بحكومة الرئيس خالد شهاب بحكم الرئيس إده أثناء الانتداب.
  - في 25 أيلول / سبتمبر 1943 عين وزيرًا للأشغال العامة ووزيرًا للخارجية في حكومة الرئيس رياض الصلح بعهد الرئيس بشارة الخوري، وهي الحكومة التي أقرت الاستقلال وأدت إلى إلقاء السلطات الفرنسية حبسة بقلعة راشيا برفقة الرؤساء الخوري والصلح مع عدد من وزراء الحكومة ونواب المجلس النيابي، وفي النهاية أدت الاحتجاجات لإعطاء لبنان الاستقلال.
  - في 3 تموز / يوليو 1944 أعيد تعيينه وزيرًا للأشغال العامة ووزيرًا للخارجية في حكومة الرئيس رياض الصلح بعهد الرئيس بشارة الخوري.
  - في 9 كانون الثاني / يناير 1945 عين وزيرًا للخارجية ووزيرًا للعدلية في حكومة الرئيس عبد الحميد كرامي في عهد الرئيس بشارة الخوري، وقد توفي بعد تشكيل الحكومة بيومين فقط.